# Rose Frank

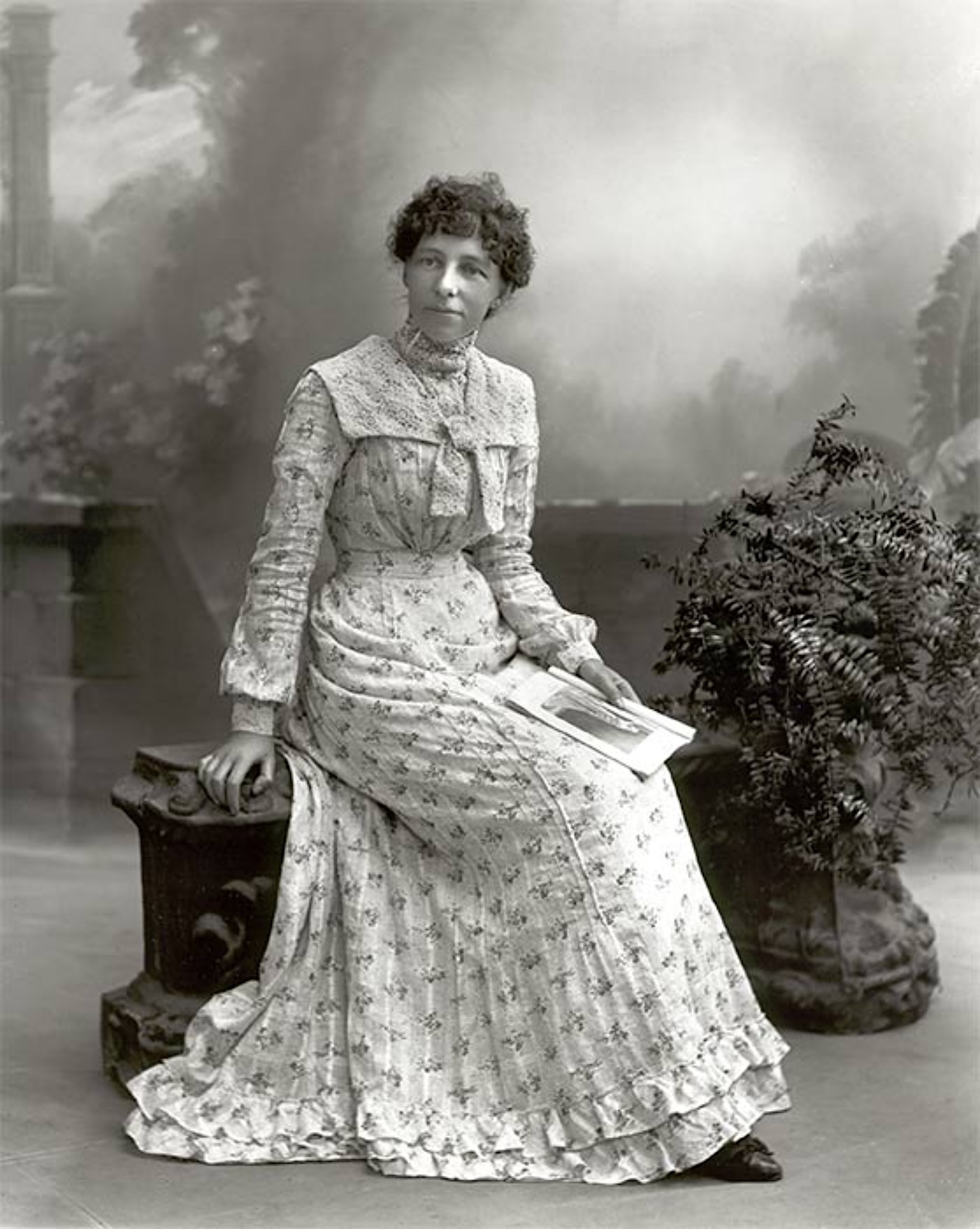
Rosaline Margaret Frank

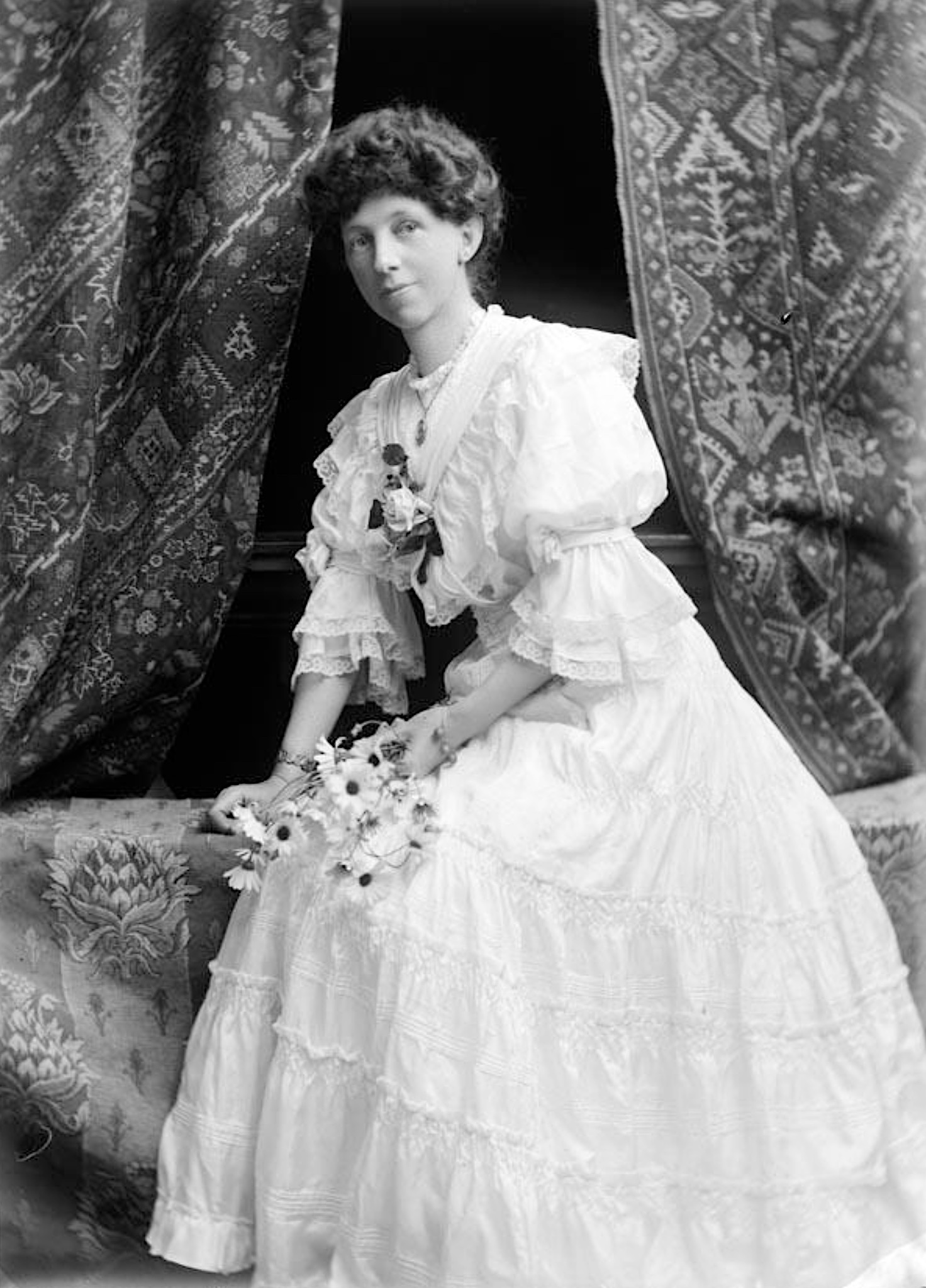
Rosaline Margaret Frank

Rosaline Margaret Frank, in der Öffentlichkeit als Rose Frank bekannt, (* 21. Dezember 1864 in Nelson, Neuseeland; † 6. Oktober 1954 in Nelson, Neuseeland) war eine neuseeländische Fotografin und eine der ersten Berufsfotografinnen des Landes.

## Frühes Leben
Rosaline Margaret Frank wurde am 21. Dezember 1864 als Tochter und ältestes Kind der Eheleute Emma Sophia Haslam und des Zimmermanns Christopher Joseph Frank in Nelson geboren. Ab 1871 besuchte sie die katholische Klosterschule der Sisters of Our Lady of the Missions in Nelson und blieb lebenslang eine aktive Kirchenmitarbeiterin.

## Arbeit als Fotografin
1886 begann sie als Assistentin im Fotostudio der Brüder Tyree in der Trafalgar Street in Nelson zu arbeiten. Während William Tyree sich auf Studioporträts und die Aufzeichnung bürgerlicher Ereignisse spezialisiert hatte, wandte sich sein Bruder Fred Tyree den Landschaftsaufnahmen zu. Rose zeigte ihr künstlerisches Talent und wurde 1895 zur Geschäftsführerin mit Vollmacht des Fotostudios, als William Tyree nach Übersee ging. Nach zwei Jahren kam er zurück und fand ein florierendes Unternehmen vor, das für seine Qualitätsarbeit in ganz Neuseeland bekannt geworden war. 1910 ging William Tyree nach Australien und überließ Rose erneut die Leitung des Unternehmens.

## Besitzerin des Tyree Fotostudios
1914 kaufte Rose das Fotostudio für 750 £. Sie behielt den Namen des Studios bei, musste aber einen Geschäftsrückgang verkraften, da jedes Jahr weniger neue Fotos gemacht werden konnten. In den 1930er Jahren zog sie deshalb in kleinere Räumlichkeiten in der Trafalgar Street. Sie leitete das Geschäft bis zu ihrer Pensionierung Jahr 1947. Rose hatte in den 61 Jahren ihrer Tätigkeit als Beispiel Porträtaufnahmen von drei Generationen von Familien angefertigt und konnte auch 30 Jahre nach Aufnahmen immer noch auf die Negative zugreifen und Abzüge davon machen, die sie einst erstellt hatte.
Rosaline Margaret Frank war nie verheiratet und lebte mit ihrer Schwester zusammen. Ihr Hauptinteressen neben der Fotografie waren die Kunst und die Musik. Sie starb am 6. Oktober 1954 im Alter von 89 Jahren in Nelson.

## Nachlass
Ihr Nachlass bestand aus 200.000 Glasplattennegativen, die hauptsächlich im Format 10 × 8 Zoll erstellt worden waren. Sie stammten aus der Frühzeit der Besiedelung Neuseelands und basierten auf Arbeiten der Gebrüder Tyree, anderer Fotografen und ihrer eigenen. 1948 verkaufte sie rund 1100 Negative mit Außenaufnahmen für 100 Pfund an die Alexander Turnbull Library und schenkte den Rest aus ihrem Bestand kurz vor ihrem Tod der Nelson Historical Society. Die Bedeutung aller Werke liegt in der Darstellung der Entwicklung der Region in und um Nelson herum.
Im September 1991 haben lokale Fotografen und Unternehmen zu einem Gedenkstein beigetragen, um das Leben und die Arbeit von Rosaline Margaret Frank, die in der Öffentlichkeit unter dem Namen Rose Frank bekannt war, entsprechend zu würdigen.